# Conspiración de Cinadón
La Conspiración de Cinadón fue un intento de golpe de Estado que tuvo lugar en Esparta en el siglo IV a. C. durante los primeros años del reinado de Agesilao II

## Protagonistas
Cinadón era un oficial de policía que desempeñaba importantes misiones para los éforos. Era un hombre que había recibido educación y por el trabajo que desempeñaba debería ser reconocido como miembro de los "pares" (Homoioi), pero de hecho era miembro de los "inferiores" (Hipomeiones), que eran aquellos espartanos que habían perdido sus derechos civiles por razones como la cobardía o la pobreza (por ejemplo, imposibilidad de pagar sus deudas). Por tanto, él aspiraba, como dice a lo largo de su juicio, "a ser un lacedemonio no inferior a ningún otro".
Consiguió reunir a su alrededor a otros "inferiores" entre los cuales el más peligroso según Jenofonte era Tisámeno, descendiente de un eleo de mismo nombre que había obtenido la ciudadanía espartana después de las guerras médicas. Este también había perdido sus derechos civiles probablemente debido a la pobreza. Por tanto, estos dos conspiradores no eran miembros de las clases oprimidas pero habían sido despojados de sus derechos como ciudadanos.

## Descubrimiento de la conspiración
Durante un sacrificio presidido por el rey Agesilao II, los augurios fueron muy malos. Jenofonte indica que el adivino del rey previó "la más terrible conspiración"". Varios días más tarde un hombre denuncíó la conspiración de Cinadón a los éforos: dijo que Cinadón le había ordenado contar a los espartanos entre la multitud, que eran alrededor de 4.000, de los cuales resultó que sólo 40 eran "pares": un rey, los éforos, la Gerusía y ciudadanos. Cinadón entonces apuntó que esos 40 espartanos eran el enemigo y que los otros 4.000 eran aliados. El confidente añadió que Cinadón había reunido en torno suyo un número de "inferiores" que odiaban a los espartanos.
Asustados, los éforos hicieron arrestar inmediatamente a Cinadón. Gracias a un truco elaborado lo mandaron a la frontera elea, a Aulón, en Mesenia. Su escolta estaba formada por jóvenes «hippeis», cuidadosamente seleccionados por su comandante. Un destacamento adicional de caballería estaba preparado como refuerzos. Así, Cinadón fue interrogado en el campo, donde reveló los nombres de los principales conspiradores que serían más tarde arrestados. En su regreso a Esparta fue de nuevo interrogado hasta que dijo los nombres de todos sus cómplices. Entonces fueron atados, azotados y arrastrados por toda la ciudad hasta que murieron.